# Csanádpalota
Csanádpalota [čanádpalota] (rumunsky Palatul Cenad) je město na jihovýchodě Maďarska v župě Csongrád-Csanád, spadající pod okres Makó, ležící těsně u hranic s Rumunskem. Nachází se asi 46 km severovýchodně od Szegedu. V roce 2017 zde žilo 2 794 obyvatel. Podle údajů z roku 2011 byli 87,3 % Maďaři, 2,5 % Romové, 1,3 % Rumuni, 0,4 % Němci, 0,3 % Srbové a 0,2 % Slováci.
V blízkosti města prochází dálnice M43, která zde přechází do Rumunska a mění se na rumunskou dálnici A1. Nejbližšími městy jsou Makó, Mezőhegyes a rumunský Nădlac. Blízko jsou též obce Kövegy, Nagylak a Pitvaros. Nachází se zde hraniční přechod Csanádpalota-Nădlac.